# مبتكر لغات
مبتكر لغات (بالإنجليزية: conlanger)‏ هو الشخص الذي يبتكر اللغات المصطنعة. من أشهرهم: لودفيك زامنهوف، جون رونالد تولكين، دايفيد جاي بيترسون.
وقد أنشأ اللساني الأمريكي «مارك أوكراند» «قاموس لغة كلينغونية» (ISBN 858588701X).